# برادران سید
واژه برادران سید در اشاره به سید عبدالله خان و سید حسین علی خان اطلاق می‌شود که در دوران زوال امپراتوری گورکانیان مُغُل دو تن از اشراف قدرتمند بودند.
آنها مسلمانان هندی متعلق به طایفه سادات برها از دودمان برها بودند که ادعا می‌کردند سید هستند. ادعای آنها به‌طور کلی پذیرفته نشد و گفته می‌شود که آنها از نوادگان دهقانانی بودند که از پنجاب به بخش شرقی ناحیه مظفرنگر مهاجرت کردند. به گفته مورخ آمریکایی ریچارد ام. ایتون، آنها «به اندازه جت‌ها، راجپوت‌ها یا ماراتاها بومی هند بودند.»
برادران سید پس از مرگ اورنگ زیب در دربار مغول نفوذ زیادی پیدا کردند و زمانی که در طول هرج و مرج پس از مرگ امپراتور اورنگ زیب در سال ۱۷۰۷ میلادی، شروع به خلع قدرت از امپراتور کردند، بالفعل حاکمان امپراتوری شدند.
برادران سید با تسلیم مهاراجه آجیت سینگ، اقتدار گورکانی را به اجمیر در راجستان بازگرداندند، و چورامان، رهبر جت‌ها، نیز در یک صلح مذاکره با برادران سید، قدرت گورکانیان مغل را پذیرفت. در طول حکومت آنها، باندا سینگ بهادر شورشی سیک نیز دستگیر و اعدام شد. سیدها به استخدام سربازانی می‌پرداختند که تنها تعداد بسیار کمی از آنها سید یا ساکن برها یا غیرمسلمان نبودند.
بهادر شاه اول در سال ۱۷۱۲ درگذشت و جانشین او جهاندار شاه به دستور برادران سید کشته شد. در سال ۱۷۱۳، برادرزاده جهاندار، فرخ‌سیر (ح. ۱۷۱۳–۱۷۱۹) با کمک برادران سید، امپراتور شد. سلطنت او نشان دهنده برتری برادران سید بود که قدرت دولتی را در انحصار خود درآوردند و امپراتور را به یک مُهره نمایشی تقلیل دادند. برادران توطئه کردند تا نظام‌الملک را به دکن، دور از دربار بفرستند تا از نفوذ او بکاهند. در سال ۱۷۱۹، برادران فرخسیر را کور، خلع و نهایتاً به قتل رساندند. سپس ترتیبی دادند که پسر عموی او، رفیع‌الدرجات، فرمانروای بعدی در فوریه ۱۷۱۹ به سلطنت برسد. هنگامی که رفیع‌الدرجات در ماه ژوئن بر اثر بیماری ریوی درگذشت، برادر بزرگترش، رفیع الدوله (شاه جهان دوم) را حاکم کردند. پس از آن که رفیع الدوله نیز در سپتامبر ۱۷۱۹ بر اثر بیماری ریوی درگذشت، محمد شاه (حک ۱۷۱۹–۱۷۴۸) در سن هفده سالگی با کمک برادران سید تا سال ۱۷۲۰ بر تخت سلطنت نشست.
محمدشاه برای بازپس‌گیری حکومت خود، با کمک نظام‌الملک آصف‌جاه ترتیب کشتن برادران سید را داد. سید حسین علی خان در سال ۱۷۲۰ در فاتح پور سیکری به قتل رسید و سید حسنعلی خان برها در سال ۱۷۲۲ به طرز مرگباری مسموم شد.